# Katarina Kosača Kotromanić
Katarina Kosača Kotromanić, rojena Katarina Vukčić Kosača, kraljica Bosne, * 1424, Blagaj, † 25. oktobra 1478, Rim. 
Bila je žena kralja Stjepana Tomaša Kotromanića, predzadnjega bosanskega kralja.
Velja za eno najpomembnejših osebnosti v zgodovini Bosne in Hercegovine. V liturgični knjigi Martyrologium Franciscanum ('Frančiškanski martirologij') je navedena tudi kot blažena.

## Češčenje
Katarine se Hrvati spominjajo po številnih običajih, pesmih, zgodbah in legendah. Ženske na območju Kraljeve Sutjeske se še vedno pokrivajo s črnimi rutami v znak žalovanja za njenim življenjem – te ženske imenujejo Katarinke. Po legendi je Katarina naučila vaščanke v Kraljevi Sutjeski tkati takšne rute.
Ohranili so se trije njeni portreti; prvega je izdelal Giovanni Bellini med njenim bivanjem v Rimu, drugega ima v Sikstinski kapeli prizor z gobavcem v Rossellijevem diptihu »Govor na gori«, tretji je v samostanu v Kraljevi Sutjeski, ki ga je Josipu Juraju Strossmayerju v hrambo podaril fra Marin Nedić.